# Moriguchi
Moriguchi (守口市 -shi) é uma cidade japonesa localizada na província de Osaka.
Em 2003 a cidade tinha uma população estimada em 148 998 habitantes e uma densidade populacional de 11 704,48 h/km². Tem uma área total de 12,73 km².
Recebeu o estatuto de cidade a 1 de Novembro de 1946.